# Ogni ragazza vuol marito
Ogni ragazza vuol marito (Every Girl Should Be Married) è un film del 1948 diretto da Don Hartman.

## Trama
Anabel, giovane commessa di un grande magazzino, sogna di sposarsi e di avere tanti bambini. Una mattina mentre si appresta ad acquistare una rivista sui neonati incontra un uomo, intento a prendere una delle riviste dalla stessa pila. Appena Anabel lo vede rimane colpita dal suo fascino e gli chiede se abbia dei bambini. L'uomo risponde seccamente di no e di non essere sposato. Invaghitasi di lui, cerca in tutti modi di sedurlo usando mille stratagemmi e studiando le sue abitudini in modo da poter avere le giuste occasioni per incontrarlo.
Anabel viene a sapere che la riluttanza dell'uomo nell'avere figli propri deriva dal suo mestiere di pediatra. Al fine di conquistarlo tramite la gelosia, la ragazza escogita una serie di incontri apparentemente casuali, in cui viene coinvolto anche il proprietario milionario del negozio dove lei lavora. Dopo continui colpi di scena si intrecciano situazioni che fanno presagire che la storia non possa concludersi nel modo in cui Anabel spera. Ma alla fine la storia si conclude a casa della ragazza che fa incontrare i suoi pretendenti, più un terzo incomodo suo presunto storico spasimante, Joe, che viene interpretato da un amico che finge di esserlo. Il finale si conclude con i tre pretendenti e Anabel che cade nelle braccia del dottore.